# Wasyl Briuszyn
Wasyl Dmytrowycz Briuszyn, ukr. Василь Дмитрович Брюшин, ros. Василий Дмитриевич Брюшин, Wasilij Dmitrijewicz Briuszyn (ur. 1919 w Dmitrijewskoje, Ukraińska SRR, zm. 19?? w Leningradzie, Rosyjska FSRR) – ukraiński piłkarz, grający na pozycji obrońcy, trener piłkarski.

## Kariera piłkarska
W 1943 rozpoczął karierę piłkarską w drużynie Stachanoweć Stalino, który w 1946 zmienił nazwę Szachtar. Od 1949 był wybrany na kapitana drużyny. Jednak w 1950 przez naruszenie dyscypliny został skreślony z listy piłkarzy klubu. W 1951 został piłkarzem Torpieda Wołgograd, w którym zakończył karierę piłkarza w roku 1952.

## Kariera trenerska
Karierę szkoleniowca rozpoczął po zakończeniu kariery piłkarza. W 1963 stał na czele Hirnyka Krzywy Róg. Potem w latach 1964-1965 pomagał trenować piłkarzy Hirnyka. W pierwszej połowie 1966 ponownie prowadził krzyworoski klub, który już nazywał się Krywbas Krzywy Róg. W 1967 trenował zespół amatorski Kalitwa z Biełoj Kalitwy.